# Rakatak
Rakatak werden bestimmte Rasseln genannt, die als Perkussionsinstrumente zur rhythmischen Begleitung verwendet werden.

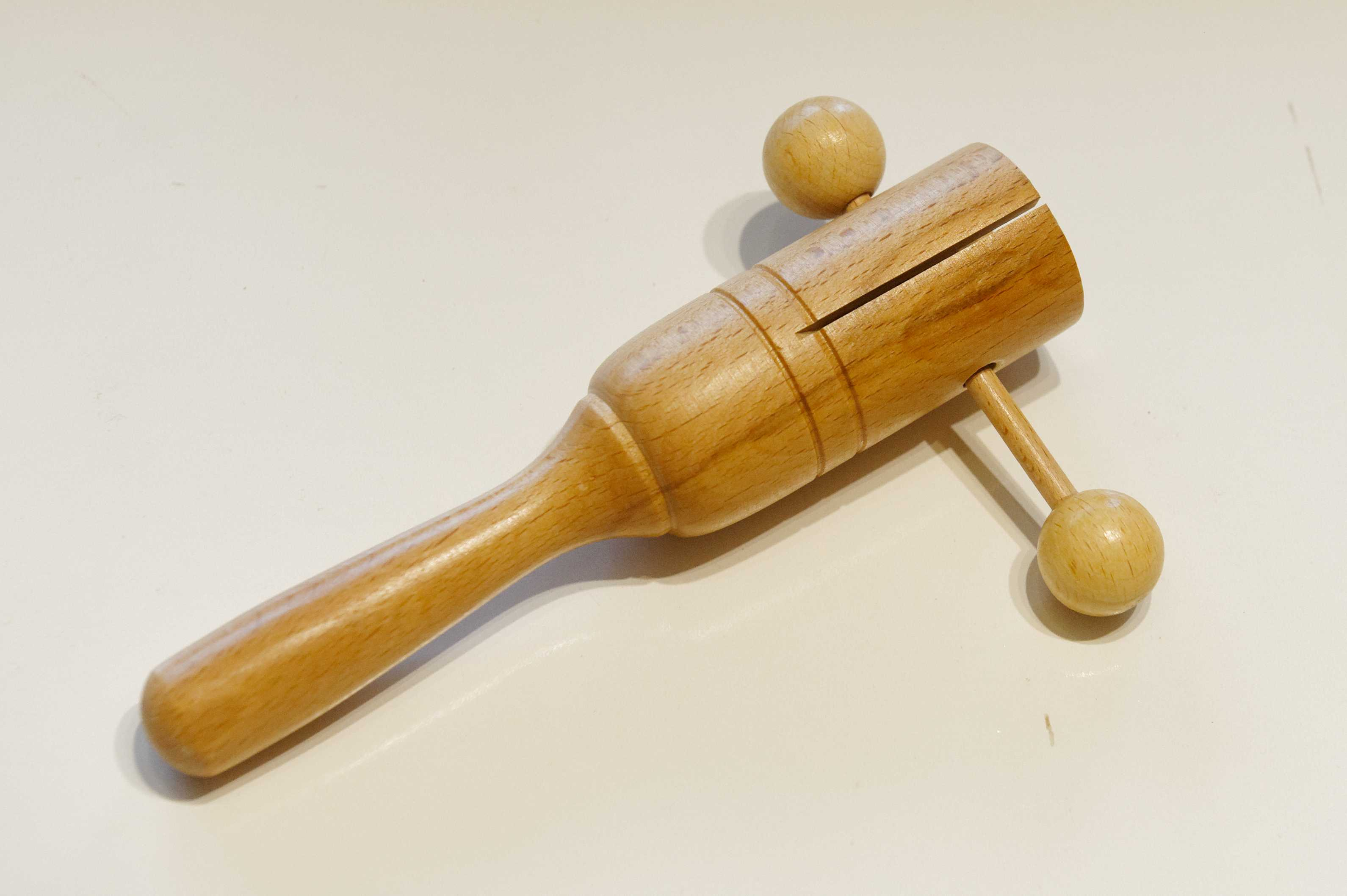
Ein Rakatak aus Buchenholz

Zwei verschiedene Varianten werden unterschieden:
- Rakatak: eine Gleitrassel in Form eines geschlitzten Bambusrohrs mit einem quer durchgesteckten gleitenden Stab mit Klöppeln an den Enden, die durch Hin- und Herbewegen des Instruments abwechselnd am Bambusrohr anschlagen. Je nach Durchmesser des Bambusrohrs entstehen hierdurch hellere oder tiefere Töne. Rakataks werden häufig auch aus Buchenholz oder Akazienholz hergestellt und unter anderem in der frühkindlichen Musikerziehung eingesetzt. Anders als geräuschhaft klingende Gefäßrasseln (etwa Maracas) produzieren Rakatak wie Klappern eine Folge von Einzelschlägen. Der Klang geht wie bei einer Schlitztrommel vom Bambusrohr bzw. Holzkorpus aus.
- Rakatak Sennpo: eine Stabrassel, bestehend aus einer Astgabel mit scheibenförmigen, aus einer Kalebasse geschnittenen Rasselkörpern, die an einem Stab zwischen den Astgabeln gleiten. Beim Schütteln erzeugen die gegeneinander schlagenden Scheiben einen trockenen, hellen Klang.

Nach dem Namen der Rassel sind eine Perkussionsgruppe aus Berlin-Pankow und ein jährliches Trommelfestival benannt.